# Sosthene Moguenara
Sosthene-Taroum Moguenara (née le 17 octobre 1989 à Sarh, au Tchad) est une athlète allemande spécialiste du saut en longueur.

## Biographie
Championne d'Allemagne junior en 2008, elle se distingue en début de saison 2009 en atteignant la marque de 6,54 m lors de sa victoire aux championnats nationaux seniors en salle de Leipzig. En 2010, elle réalise 6,75 m lors du BW-Bank Meeting de Karlsruhe et obtient sa qualification pour les Championnats du monde en salle de Doha, compétition dans laquelle elle est éliminée dès les qualifications avec un meilleur bond à 6,37 m.
En 2011, l'Allemande décroche la médaille de bronze des Championnats d'Europe espoirs d'Ostrava et améliore son record personnel en plein air avec 6,74 m. La Serbe Ivana Španović, auteure de la même marque, la devance sur le podium au bénéfice d'un deuxième meilleur saut.
Sostene Moguenara porte son record personnel à 6,88 m en juin 2012 à Wesel. Elle participe aux Championnats d'Europe d'Helsinki et termine au pied du podium avec un saut à 6,66 m. Aux Jeux olympiques de 2012, à Londres, elle échoue dès les qualifications.
Le 2 août 2013, lors des sélections allemandes à Weinheim, elle dépasse pour la première fois de sa carrière la limite des sept mètres en établissant la marque de 7,04 m (+ 1,5 m/s), une mesure qui n'avait pas été obtenue depuis l'époque est-allemande. En août 2013, elle se classe douzième des Championnats du monde de Moscou avec la marque de 6,42 m.

## Vie privée
Elle est en couple avec Raphael Holzdeppe, champion du monde du saut à la perche en 2013.

## Palmarès
| Date | Compétition                        | Lieu                               | Résultat | Marque  |
| ---- | ---------------------------------- | ---------------------------------- | -------- | ------- |
| 2009 | Championnats d'Europe espoirs      | Kaunas                             | 4e       | 6,69 m  |
| 2011 | Championnats d'Europe espoirs      | Ostrava                            | 3e       | 6,74 m  |
| 2012 | Championnats d'Europe              | Helsinki                           | 4e       | 6,66 m  |
| 2013 | Championnats du monde              | Moscou                             | 11e      | 6,42 m  |
| 2015 | Championnats d'Europe en salle     | Prague                             | 2e       | 6,83 m  |
| 2015 | Championnats d'Europe par équipes  | Tcheboksary                        | 3e       | 6,79 m  |
| 2016 | Jeux olympiques                    | Rio de Janeiro                     | 10e      | 6,61 m  |
| 2016 | Ligue de diamant                   | Ligue de diamant                   | 8e       | détails |
| 2018 | Circuit mondial en salle de l'IAAF | Circuit mondial en salle de l'IAAF | 1re      | détails |
| 2018 | Championnats du monde en salle     | Birmingham                         | 3e       | 6,85 m  |

## Records
| Épreuve          | Épreuve   | Performance | Lieu       | Date            |
| ---------------- | --------- | ----------- | ---------- | --------------- |
| Saut en longueur | Plein air | 7,16 m      | Weinheim   | 28 mai 2016     |
| Saut en longueur | En salle  | 6,86 m      | Sarrebruck | 11 janvier 2015 |